# Resta in ascolto (canción)
" Resta in ascolto " (español: 'Escucha atento' ) es una balada de pop rock escrita por Laura Pausini, Daniel y Cheope y grabada por la cantante italiana Laura Pausini. 
Fue publicada el 10 de septiembre de 2004 como el primer sencillo del álbum Resta in ascolto de Pausini.
El sencillo alcanzó el número uno en la lista de sencillos italianos, y fue su primer sencillo número uno desde "La soledad". Pausini también grabó una versión en español de la canción, adaptada por J. Badia y titulada " Escucha atento ". Esta versión de la canción fue lanzada como sencillo en el mercado hispano y fue incluida en la edición en español de su álbum Escucha.

## Video musical
El video musical de la canción fue filmado en 35 mm y dirigido por Paolo Monico. Lanzado el 27 de septiembre de 2004, fue filmado en Los Ángeles, entre Venice, Santa Mónica y Vazquez Rocks. La cinematografía es de Patrizio Patrizi, mientras que Francesca Chiappetta fue acreditada como productora ejecutiva del video.